# Нижньобараниківка
Нижньобара́никівка — село в Україні, у  Біловодській селищній громаді Старобільського району Луганської області. Населення становить 414 осіб.

## Історія
Село Нижньбараниківка (на той час хутір) було засноване приблизно між 1767-1770 роками, після заснування Деркульского кінного заводу. Заселили хутір посполиті черкаси, які до цього часу проживали у селищі Біловодськ.
Існує інша, народна назва села - Злодіївка.
27 вересня 1842 року - побудовано і освячено Хрестовоздвиженську церкву, яке змінило статус поселення з хутіра на слободу. Перше духовенство було наступне: священник Тиверіадський Лев Стефанович, дьяк Смирнський Лев Якович, пономарь Попов Махайло Васильвич, з 1843 року дьячок Глаголєв Василь Павлович . Найдовший термін з усіх священників - отець Яків (Федоров Яків Іванович), починаючи з 13.7.1867 до своєї смерті на початку ХХ століття. Церква була зруйнована в серпні 1944 року . Саме у 1843 року в селі започаткувалась традиція святкувати день освячення церкви, який називається "храм" і святкується донині. 
- - - - - -
Про події з новітньої історії
9 вересня 2014 року - службовий автомобіль з прикордонним нарядом підірвався на фугасі поблизу села Нижньобараниківки. Як наслідок, загинули три прикордонника, це: ст.лейт. Максименко Олександр Олександрович, прапорщик Лук'янцев Юрій Олександрович та старшина Кузнєцов Вячеслав Михайлович. 
31 жовтня 2014 року службовий автомобіль «УАЗ» підірвався на протитанковій міні «ТМ-62» поблизу Нижньобараниківки, на польовій дорозі у 30 м від державного кордону з Росією. Від отриманих поранень сержант Руслан Черемис помер на місці.
2017 року згідно децентралазації утворений Нижньобараниківський старостинський округ на чолі з виборним старостою. Входить в Біловодську Об'єднану Територіальну Громаду.

## Населення
За данними книги "Моделі успішного економічного розвитку - успішні практики" неселення Нижньобараниківського старостинського округу, тобто села на 2017 рік становила 414 осіб.
За даними перепису 2001 року населення села становило 602 особи, з них 92,36% зазначили рідною мову українську, 7,48% — російську, а 0,16% — іншу.